# Manoel Pitanga
Manoel Rodrigues Leite Pitanga (23 marzo 1908 – Rio de Janeiro, 3 luglio 1953) è stato un allenatore di pallacanestro brasiliano.

## Carriera
Ha allenato il Brasile ai Giochi olimpici del 1952.